# Cristóbal de la Guardia y Mádan
Cristóbal de la Guardia y Mádan (1858-post. 1939) fue un político cubano, senador y secretario de Justicia de la República de Cuba.

## Biografía
Habría nacido en 1858. Natural, según la fuente, de Guanabacoa o de Matanzas, fue abogado y militante del partido autonomista y estuvo a favor de la revolución cubana. Desempeñó los cargos de senador y, hacia mediados de la década de 1910, el de secretario de Justicia. Estuvo casado con María Teresa Calvo Cárdenas. Seguía vivo en 1939.